# È un altro paio di maniche

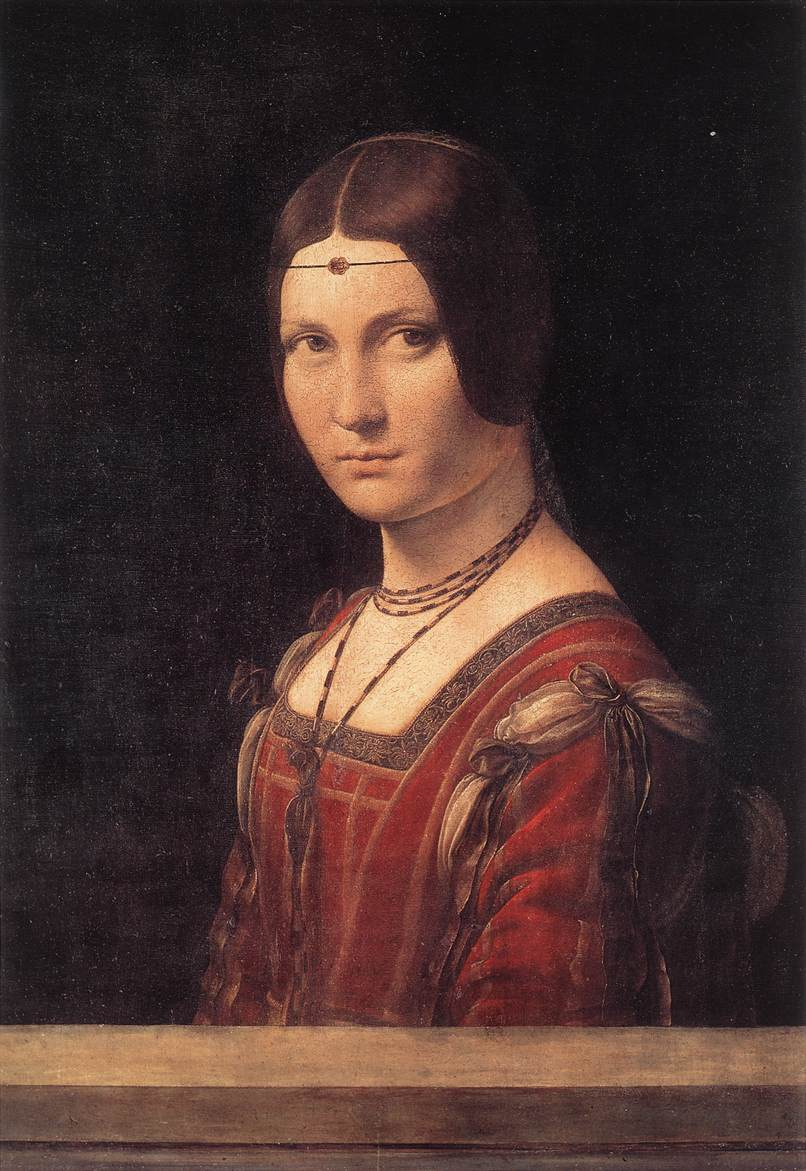
La Belle Ferronnière di Leonardo, con maniche estraibili legate da nastri

È un altro paio di maniche è un'espressione idiomatica della lingua italiana.
(Alessandro Manzoni, I promessi sposi, cap. XXVII)

## Significato
Sin dall'Ottocento, l'espressione ricorre nell'italiano colloquiale e letterario col significato di "tutta un'altra cosa, non paragonabile con la precedente", spesso con l'intenzione di indicare che uno dei due termini di paragone sia "di gran lunga migliore" o al contrario "di gran lunga peggiore".

## Origine
Il detto è ancora molto usato, benché alla lettera risulti praticamente incomprensibile a chi non conosca l'usanza dell'abbigliamento medievale e rinascimentale, soprattutto femminile, che prevedeva maniche intercambiabili. Numerosi ritratti tra Quattro e Cinquecento mostrano infatti dame con la veste alla quale sono applicate maniche ornatissime, con ricami, nastri, spacchi e sbuffi, che costituivano spesso l'elemento più ricco e ricercato della veste. Non era raro infatti che le maniche fossero un prezioso dono offerto dal fidanzato alla futura sposa. 
In alcuni casi si conoscono dipinti con un medesimo abito, con e senza maniche, in versione invernale ed estiva. Un esempio si ha nella Cappella Tornabuoni a Firenze, opera del Ghirlandaio e bottega. 